# De Avondbode
De Avondbode of voluit De Avondbode ‘Algemeen Nieuwsblad voor Staatkunde, Handel, Nijverheid, Landbouw, Kunsten, Wetenschappen enz.’ is een Nederlandse krant, die verscheen van 1837 - 1841.
De Avondbode werd gefinancierd door de Nederlandse overheid en bracht officieel, maar ook officieus nieuws van de regering. Onder de redactie van de dichter journalist C.G. Withuys besteedde de krant ook veel aandacht aan Nederlandse literatuur en vaderlands toneel. In de rubriek Mengelwerk stonden recensies, anekdotes, korte verhalen, gedichten en reisimpressies.
Het aantal abonnees viel tegen. In 1841 besloot de regering de financiering te staken, wat het einde van het blad betekende.

## Trivia
De schrijver dichter Johannes Immerzeel schreef als freelance journalist in de krant over schilderkunst en literatuur.